# 伊達みきお
伊達 みきお（だて みきお、1974年〈昭和49年〉9月5日 - ）は、日本のお笑いタレント。お笑いコンビサンドウィッチマンのツッコミ（一部のコントではボケ）担当。相方は富澤たけし。本名、伊達 幹生（読み同じ）。
宮城県泉市（現・仙台市泉区）出身。グレープカンパニー所属。出自は伊達氏（藤原北家山蔭流）庶流の大條氏。曽祖父は宮城控訴院判事を務めた伊達亮治、姪は声優の伊達さゆり。

## 略歴
石巻市立渡波小学校に2学年の時まで通い、その後小学校2年から3年間大阪府吹田市千里丘に住んでいた。仙台市立八乙女中学校、仙台商業高等学校卒業。福祉用具専門相談員の資格を持ち、コンビ結成前は福祉用具販売会社で営業職をしていた。会社員時代には福島県郡山市に3年間住んでいたことがある。1998年（平成10年）ラグビー部の同級生の富澤たけしと「親不孝」を結成後、浜田ツトムが加わり、ユニット名を「サンドウィッチマン」に改名。2000年（平成12年）9月に浜田が脱退するも、ユニット名はそのまま変更しなかった。2009年（平成21年）5月、自身のブログで同じく宮城県出身のフリーアナウンサーの熊谷麻衣子と婚約したことを発表。同年7月11日に宮城県内で披露宴を行った。伊達の一目ぼれで交際もせずにプロポーズしたという。2011年（平成23年）3月11日に気仙沼市で『サンドのぼんやり〜ぬTV』のロケ中に東北地方太平洋沖地震（東日本大震災）が発生。富澤、名久井麻利、番組スタッフと被災し、スタッフの指示で安波山に避難した。しかし、津波で町が浸水した後に火災が発生して山を下りられない状態になったため、その後は気仙沼市内のホテルのロビーに避難した。翌朝に無事であるとブログで報告し、実家へ寄り肉親の無事を確認後10時間かけて東京へ戻った。2011年（平成23年）3月12日の公式ブログ『みんな頑張れ!』は、英国紙『インデペンデント』編集部員の「日本人の妻が感動的なブログを読んだ」と言ったことから英訳された文を読んだ編集長のジョン・マリンが「震災の悲惨さを伝えるのも大切だが、人々を勇気づけるメッセージ発信も新聞の役割」と、伊達のブログからヒントを得て、3月13日版の「がんばれ、日本!」「がんばれ、東北」と日の丸をあしらった日曜版表紙を作るきっかけとなった。なお、伊達のブログの一文『戦後、俺たちのじいちゃんやばぁちゃんは日本を復活させた。世界には奇跡と言われた日本の復興。必ず復興します! 日本をナメるな! 東北をナメるな!』は英訳され、インデペンデント電子版に紹介されている。2012年（平成24年）1月12日、長女が誕生。

## 人物
- 身長170 cm、体重94 kg、B：110 cm、W：100 cm、H：109 cm、靴のサイズ27.5cm。

### 健康面
- 喫煙者であり、未成年だった16歳頃から約30年間たばこを吸っている[27][28]。現在はアメリカンスピリット ターコイズを嗜んでいる。逆に富澤と同じく、酒は飲めない。しかし、酒は飲まないながら、酒席には行くことがあるという。
- 2017年（平成29年）11月12日放送分の『上沼・高田のクギズケ!』では収縮期が211、拡張期が147の極度の高血圧であることを明かし、医師から「あなた、目の前で死んでもおかしくない」と宣告されたことも話した。以後は降圧剤を服用しているがそれでも収縮期が160程度であり、禁煙もしていないと語っていた[29]。
- 上記のように節制を心がけなければならない立場にあるが、こじつけの「カロリーゼロ理論」を掲げ、暴飲暴食を続けている[30]（例 ドーナツの形は数字の『0』であるためカロリーゼロ）。なお、「カロリーゼロ理論」はコント・漫才のネタ中にも時折披露される事があり、その時のみ伊達がボケ、富澤がツッコミに入れ替わる。
- 2019年（令和元年）5月6日放送分の日本テレビ系『しゃべくり007』にて、「上が211、下が146。降圧剤飲んでます」と話し、依然として極度の高血圧であることが明らかになった[31]。
- 2021年（令和3年）3月26日、ステージ1の膀胱がんと診断され、内視鏡手術で腫瘍の切除を行ったことを公表[32]。病状を心配したナイツの塙宣之から「タバコやめてくださいね！」とのメールを受け取ったが「やめねーし」と返信していた[33]。その後、医師や小倉智昭から忠告を受けたことにより禁煙を決意したが、同年9月に占い師の星ひとみに尋ねられた際には「吸っちゃっていますね、今も」と禁煙に失敗したことを告白している[28][34]。

### 趣味
- 趣味は落語鑑賞、パチンコ、野球（プロ野球・高校野球）[3]。東北楽天ゴールデンイーグルスのファンであり、営業では楽天のユニフォームを着る事がある。漫画は『魁!!男塾』、『白竜LEGEND』、『クッキングパパ』[35]、『黄昏流星群』、『人間交差点』を全巻読む程好きである[36]。
- 先述の大阪在住時、父に連れられ訪れた近鉄花園ラグビー場で新日鉄釜石の試合を見てカッコいいと思ったことや、その後見たテレビドラマ『スクール☆ウォーズ』の影響、また中学までリトルリーグで野球をやっていたものの、入学した高校で野球部の練習の過酷さに対し、ラグビー部の練習が楽そうに見えたなどの理由で、高校からラグビー部に所属、部活で後の相方となる富澤と出会うこととなる[37]。
- 仙台市立仙台商業高等学校卒業後は就職を希望していたが、在学中に遅刻を120回以上していたことから教師から「そんなやつに紹介できる就職先は無い」と言われ、福祉に興味があったことから、仙台医療福祉専門学校に進学した[38]。元々は「女の子の友だちを作ろう!」という不純な動機でボランティアに行ったのがきっかけだったが、実際に行ったところ仕事の内容に感動し、半年で中退し[38]、福祉用具を取り扱う会社に5年間務めた[37]。
- 食べ歩き、温泉地巡り、創作料理、サウナが好き[39]。好きな食べ物はポテトサラダ。持参するポテトサラダは高校の同級生が宮城県で経営している飲食店のものである[40]。
- マッサージをホテルに宿泊する時の楽しみの一つにしている。体型と金髪のため、マッサージ師の80%からプロレスラーと勘違いされる。勘違いされた時には、覆面レスラーの「マスクド上海」と名乗っている[41]。
- Vシネマを見る事が好きで[3]、主演では竹内力と哀川翔が好き[42]。
- 好きな歌手は吉川晃司[43]、やしきたかじん[44]、BARBEE BOYS[45]、サザンオールスターズ[46][47][48]。特にサザンへの思い入れは強く、2011年9月に桑田佳祐のソロとして開催された『宮城ライブ 〜明日へのマーチ!!〜』のDVDをブログで高く評価した[49][50]。後にこの記事は『桑田佳祐のやさしい夜遊び』（TOKYO FM）2012年3月10日放送分で紹介され、桑田や原由子にも知られることになった[51]。桑田は同年の全国ツアー『I LOVE YOU -now & forever-』セキスイハイムスーパーアリーナ公演でも前述の記事に言及している[52]。伊達もブログの読者からのコメントを通してこのことを知っており、桑田と教えてくれた読者に感謝する発言を行った[50]。また、『バナナサンド』（TBS）のコーナー「ハモリ我慢ゲーム」では度々サザンや桑田ソロの楽曲を選曲し、多くの楽曲をコーラス隊のハモリにつられることなく歌い切っている[53][54][55][56][57][58]。ちなみに、弟もみきおと同様に吉川やサザンのファンである旨が姪（みきおの弟の娘）の伊達さゆりの発言によって明かされている[59]。
- ぬいぐるみが好きで、所持しているすべてのぬいぐるみに名前をつけている[60]。地方ロケにも持ち歩くほどで、富澤と同居中にも富澤がいない時にぬいぐるみに話しかけていた[61]。本人は「アイドルとかが『可愛い』って言われたいからやってるけど、俺は本気でやってる」と主張したが、富澤からは「そっちの方が怖い」と言われている[62]。
- コーヒー牛乳が大好物で、仕事などで地方に行った際には、サービスエリアやコンビニで必ずと言っていいほど、ご当地コーヒー牛乳を買って飲んでいる[63]。またこれが高じて、東北魂TVでのかくし芸大会で「利きコーヒー牛乳」という技を見せるも、ご当地のものは当たるが市販のコーヒー牛乳の種類を一つ間違えてしまった[64]。

### 交友関係
- 尊敬する芸能人は富澤と同じくさまぁ〜ずだが、伊達個人としては上沼恵美子、とんねるず、ハチミツ二郎にも敬意を表している。ハチミツ二郎に関しては彼のグループ「二郎会」のメンバーでもある[65]。また下積み時代はハチミツ二郎の運転手をしていた。
- かつてフラットファイヴ所属当時の白木千春に修羅鬼→嗚呼!しらき（現・あぁ〜しらき）という芸名を与え、自ら弟子に認定した[66]。
- 2021年（令和3年）現在住んでいる自宅マンションの真上の部屋にノブ（千鳥）一家が住んでおり、伊達が時折土産を持参しノブ宅のドアノブに掛けておくような仲とのこと[67]。

### モノマネレパートリー
- 哀川翔のモノマネをすることがある。単独ライブではこのモノマネのキャラクターは“哀川チョウ”（チョウの漢字は毎回異なる）の名で、コントとして披露されている。ただ、後半になるとほぼ地声に近づき、モノマネの精度が落ちてゆく。『サンドウィッチマンライブ2010 新宿与太郎音頭』の映像特典には、哀川翔本人との対談が収録されており、このモノマネは「本人公認」となっている。
- 伊達の他のモノマネレパートリーには安倍晋三、阿部寛、梅沢富美男、金正恩（ネタ中では必ず「北の偉い人」と表現）、郷里大輔、竹内力、中尾彬、西田敏行、野村克也、マツコ・デラックス、松山千春、アシュラマン、江田島平八、荒岩一味などがある。

### エピソード
- サンドウィッチマンのコント・漫才のネタは基本は富澤が作っているが、「怪我した男」などの自身がボケになるネタは伊達が作っている（本人曰く「アドリブ」）[68]。
- サンドウィッチマンの影響でツッコミキャラとして定着しているが、実際はボケの方が好きな性格で、プライベートやラジオのフリートークといった漫才ともコントとも関係ない場では率先してボケを行っている。それに対して富澤もツッコミで対応するなど、ネタ同様に完璧な連携を見せている。
- 娘の小学校受験で一緒に受ける面接のため、髪を黒くし、スーツ姿で面接官からの質問にも一切ふざけず父親として真面目に答えていたが、面接官が突如吹き出し「すごい真面目にやるんですね」と言われ「そりゃ真面目にやりますわ」と本業さながらに鋭いツッコミを入れた。芸人としてどんな質問でも会話を自分のペースに持ち込める自信のあった伊達は、この瞬間に娘の合格を確信したという[69]。
- 愛称は「伊達ちゃん」など。強面ぶりをネタにする一方で素顔はつぶらな瞳の童顔のため、島田紳助には「おなべ」または「おなべちゃん」、宮迫博之には「長与千種似」といじられるが[70]、実際に本人はそれらで呼ばれる事を否定している。
- 相方の富澤と共に下戸である[71]。
- 警察官採用試験を二回受けて二回落ちている[72][73]。
- スマホが普及してからも長年フィーチャー・フォンを愛用していたが、2021年（令和3年）にスマート・フォンに替えた[74]。
- 「中村さんのお電話ですか？」という間違い電話が1日に5回来たことがある。4回目までは丁寧に対応していたものの、さすがに5回目は「ちげぇよバカ！」とキレてしまった。
- 姪で声優の伊達さゆりからは「みーくん」と呼ばれている。また、さゆりが幼い頃伊達と会うたびその金髪で強面の風貌から怖がられ大泣きされていたことも明かされている[75]。
- 地元・仙台への思い入れが非常に強く、「いずれ地元に帰る」「そのため東京に家を買っていない」と公言している[76]。

## 家系

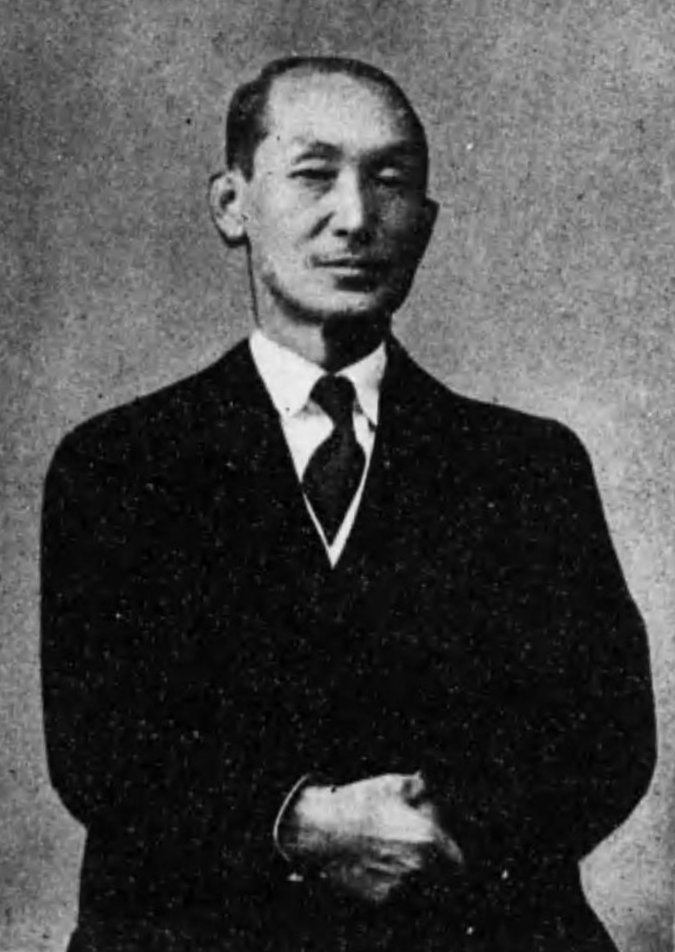
曽祖父・伊達亮治

伊達氏の支族である大條氏の末裔。大條家は仙台藩時代には亘理郡坂元城主として4000石の所領を有していた。明治時代に当時の大條家17代・道徳が伊達に復姓し（伊達宗亮：みきおの高祖父）、現在に至っている。
伊達氏には政宗という名の有名な人物が2人いる。
- 伊達氏宗家9代当主：大膳大夫政宗（室町時代初期）

中興の祖といわれる。
- 伊達氏宗家17代当主：初代仙台藩主政宗（室町時代末期～江戸時代初期）

9代当主にあやかって命名される。仙台藩初代藩主。「独眼竜」の渾名を持つ。
結論から言えば、みきおは、大膳大夫政宗の男系子孫であり、初代仙台藩主政宗の女系子孫である。
大條氏は大膳大夫政宗の弟の宗行の家系だが、のちに大膳大夫政宗の男系子孫である宗家を養子に迎える。
また、江戸時代にみきおの男系先祖の一人である大條道英が、仙台藩主政宗の九男・宗実を先祖とする亘理伊達家と、政宗の四男・宗泰を先祖とする岩出山伊達家の双方の血を引く伊達村好の娘を妻にしており、仙台藩主政宗から女系でみきおへつながる。みきお本人はテレビ番組などでは本家にはばかってか「分家（大條家）の分家」や「枝葉の枝葉」などと言っている。
デビュー当初、父親から「伊達家の末裔だから本名は名乗るな」と言われたが、それに従わずに本名を名乗った。なお、みきおの誕生日（昭和49年〈1974年〉9月5日）は政宗のユリウス暦での誕生日（永禄10年8月3日〈1567年9月5日〉）と同じである。また、現在においても、曽祖父は検事、祖父は東京大学卒業の銀行幹部、父も地元の七十七銀行の幹部であり、親族には検事や弁護士などが多い、地元の名士である。この他、声優でLiella!のメンバーである伊達さゆりは姪（みきおの弟の娘）にあたる。
伊達氏宗家9代当主：大膳大夫政宗との関係（男系）
- 伊達朝宗（伊達氏宗家初代） - （略） - 政宗（9）（弟は大條宗行（大條氏初代））[78] - （略） - 尚宗（13） - 留守景宗（留守氏16代） - 宗安（大條宗家（大條氏6代）） - 実頼（尾山大條氏初代） - 宗頼（坂元大條氏（本家）9代） - 宗快（10） - 宗道（11） - 道頼（12） - 道任（13） - 道英（14） - 道冾（16） - 道徳（17）（伊達宗亮） - 亮治 - 忠亮 - 政亮 - 幹生（みきお）[82]

伊達氏宗家17代当主：初代仙台藩主政宗との関係（女系）
- 伊達尚宗（伊達氏宗家13代） - 稙宗（14） - （略） - 政宗（17） - 宗泰（岩出山伊達家初代） - 宗敏（2） - 実氏（亘理伊達家5代） - 村成（6） - 村実（7） - 村好（9） - 女（大條道英（坂元大條家（本家）14代）室） - 道冾（16） - （略） - 幹生[82]
- 伊達政宗（伊達氏宗家17代） - 宗実（亘理伊達家2代） - 宗成（3） - 虎乙（実氏（5）室） - 村成（6） - （略） - 幹生

## 出演

### テレビドラマ
- 土曜ワイド劇場『刑事殺し』（2009年8月22日、ABCテレビ） - 島田清二 役
- うぬぼれ刑事 第4話（2010年7月30日、TBS） - 浜名友和 役[83]
- 容疑者は8人の人気芸人（2015年4月18日、フジテレビ） - 伊達みきお 役[84]
- 警視庁・捜査一課長 最終話（2016年6月23日、テレビ朝日） - 安達政宗 役[85]
- 下剋上受験 第9話（2017年3月10日、TBS）[86]

### テレビアニメ
- GON -ゴン-（2012年、テレビ東京） - ヌー、ワシ 役[87]

### その他のテレビ番組
- 夜明けのマルシェ（2009年7月 - 2010年3月30日、日本テレビ）[88]
- 潜在異色（2010年1月16日 - 3月27日、日本テレビ）[89]
- スター☆ドラフト会議（2011年4月12日 - 2013年3月5日） - スターイジリ隊→スター☆アドバイザー
- 女子アナの罰（2012年7月16日 - 2014年3月26日、TBS） - MC[90]
- マルガリン銀行（2014年10月23日 - 12月31日、TOKYO MX・BS11） - 第10回より頭取（司会）[91]
- ビートたけしの公開!お笑いオーディション（2021年12月17日、TBS） - サブMC
- サンド伊達のコロッケあがってます（2022年3月29日・7月21日・28日・2022年12月17日・2023年9月7日・9月14日、BS-TBS）[92]
- ゴルフメンタリー「サンドウィッチマン伊達とナイツショット!」（2023年6月2日 - 、ゴルフネットワーク）
- 小さな旅（2023年12月24日、NHK）ゲスト[93][94]
- 出川サンド伊達のすばらしきバカ舌貴族の晩餐会（2023年12月30日、2024年4月17日・7月24日・11月27日、テレビ東京）

### ウェブテレビ
- HITOSHI MATSUMOTO presents ドキュメンタル（2017年、Amazonプライム・ビデオ）- シーズン3出演

### 映画
- 銀色の雨（2009年） - 野上（電気屋）役[95]
- アイネクライネナハトムジーク（2019年）[96] - セコンド 役

### 劇場アニメ
- 岬のマヨイガ（2021年） - 豊沢川の河童 役[97]
- 映画ドラえもん のび太の絵世界物語（2025年） - アートリア王 役[98]

### 吹き替え
- マイ・エレメント（2023年） - エレメント・ファーン 役[99]

### Vシネマ
- 影の交渉人 ナニワ人情列伝（2009年）[100]
- アウトローズ（2011年）
- 悪（ワル）と呼ばれた男（2011年） - トクラ（焼肉屋店長、修造の同級生）

### ゲーム
- 魁!!男塾 〜日本よ、これが男である!〜 初回封入特典（2014年2月27日） - 本人 役（声の出演）

### テレビCM
- 住友生命 『リフレッシュで1UP』篇（2016年10月[101]） - 常連の男 Dさん[102]